# Тонкочеревець Фонсколомба
Тонкочеревець Фонсколомба (Sympetrum fonscolombii) — бабка з роду Sympetrum. Цей вид є звичайним в південній Європі, а з 1990 року його знахідки значно почастішали в північно-західній Європі, включаючи Велику Британію та Ірландію.
Птеростигма на крилах цього виду маленька, жовта з чорним краєм, що відрізняє його від Sympetrum striolatum. Належить до родини справжніх бабок, що включає комах з швидким польотом. Бабки часто сидять на очереті, виглядаючи здобич. Імаго мають червоне (самці) або жовте (самки) забарвлення. Одразу після останнього линяння комахи можуть бути зеленуватими з чорними смугами на грудях та черевці.

## Галерея

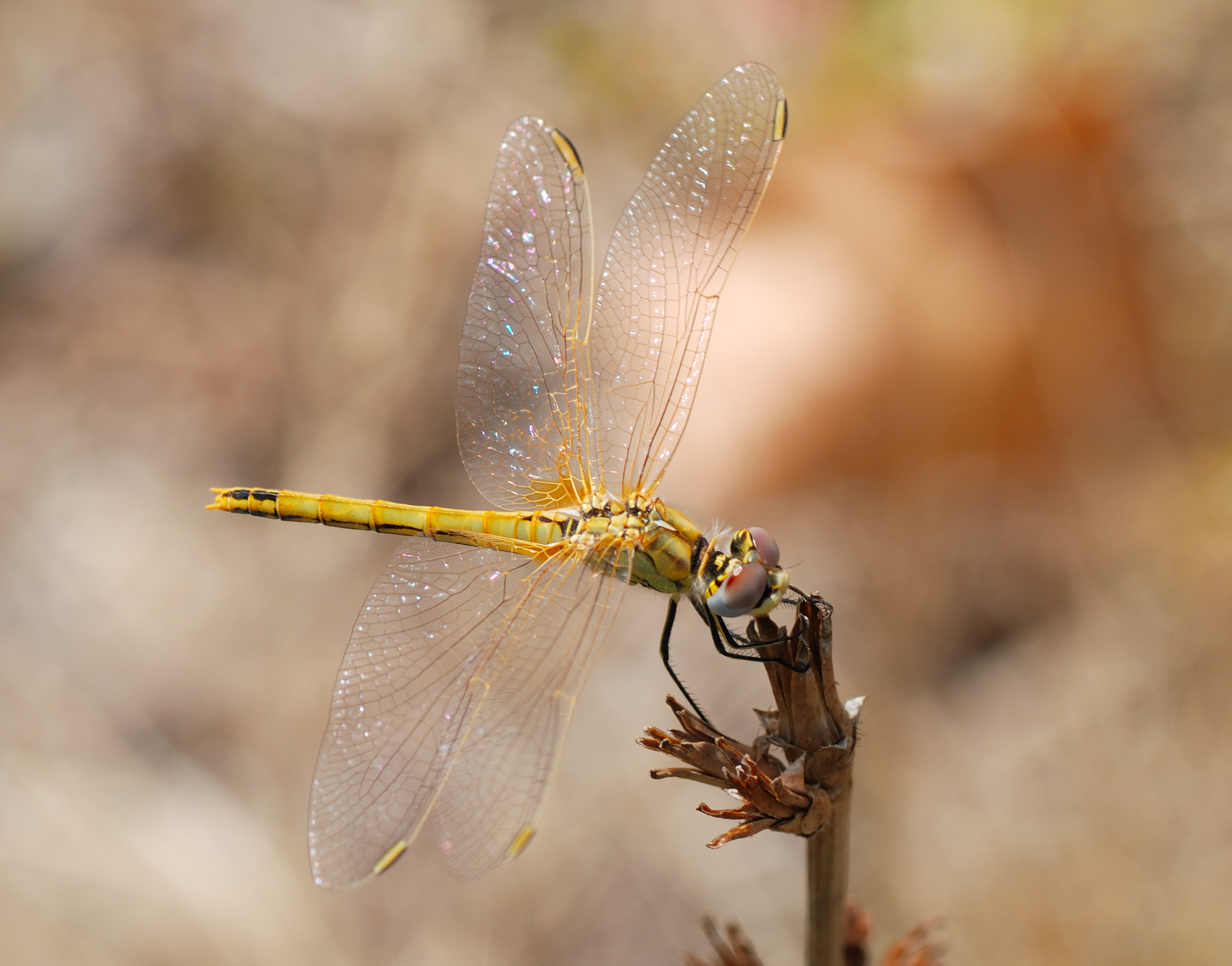
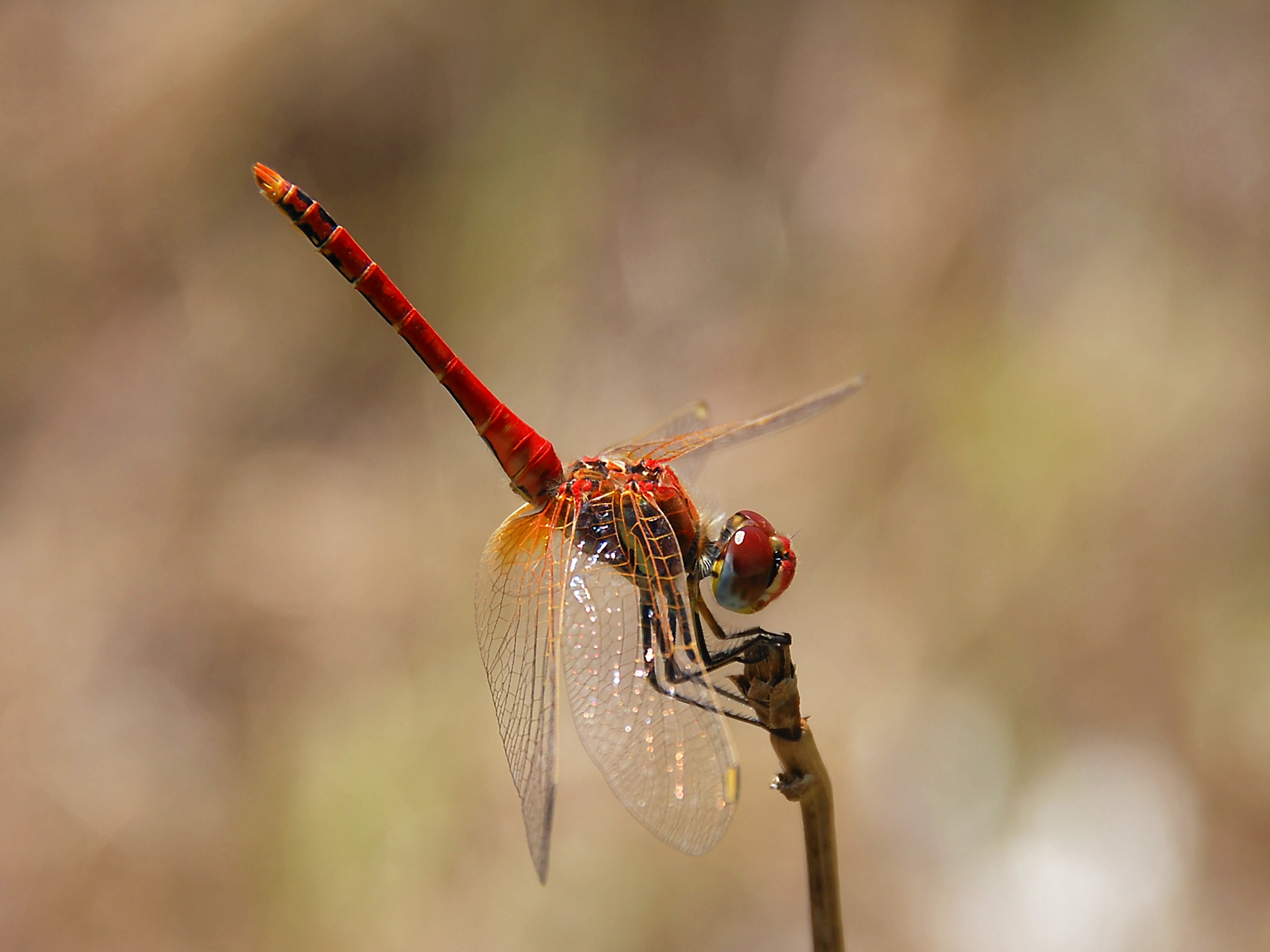
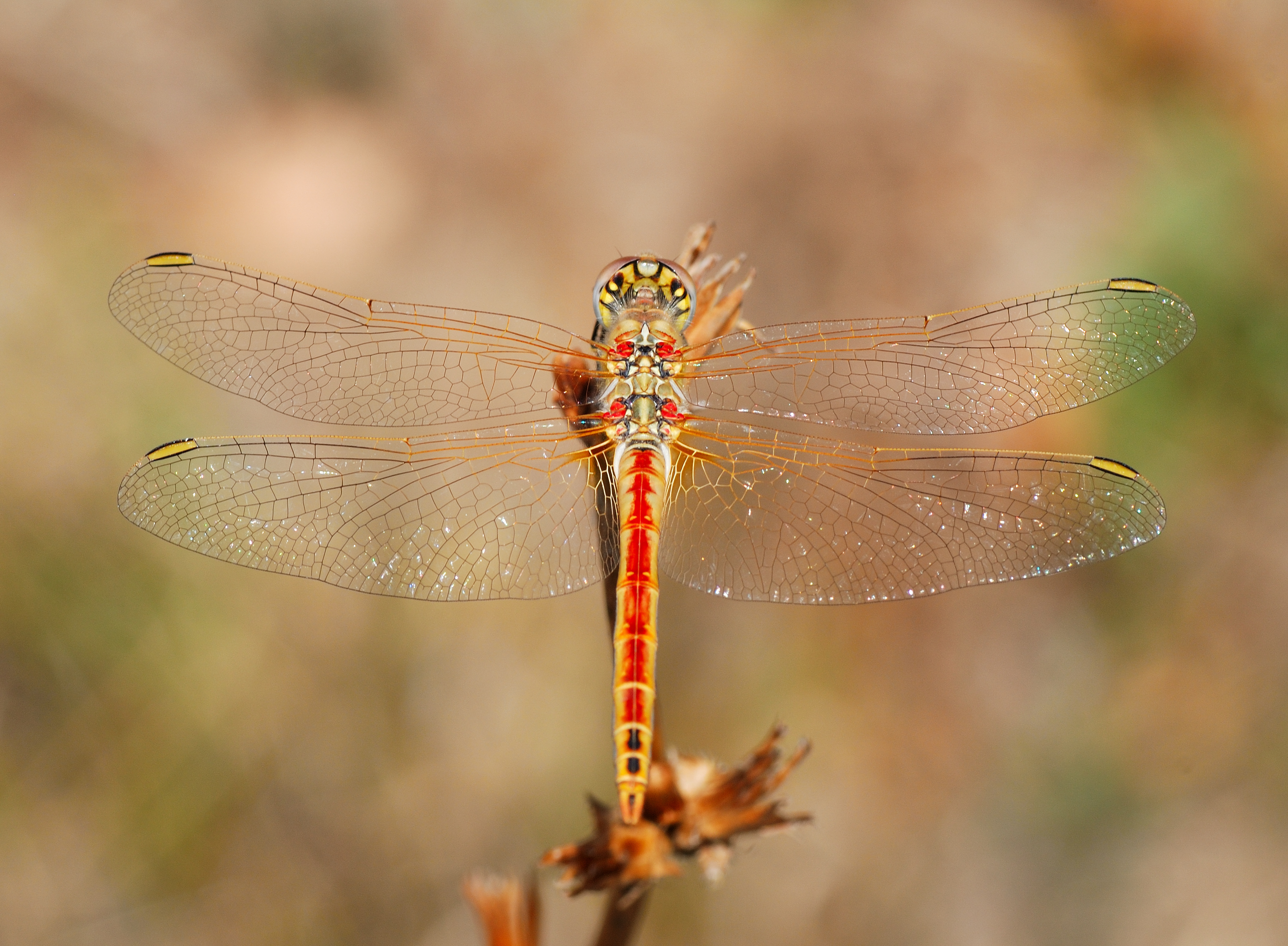
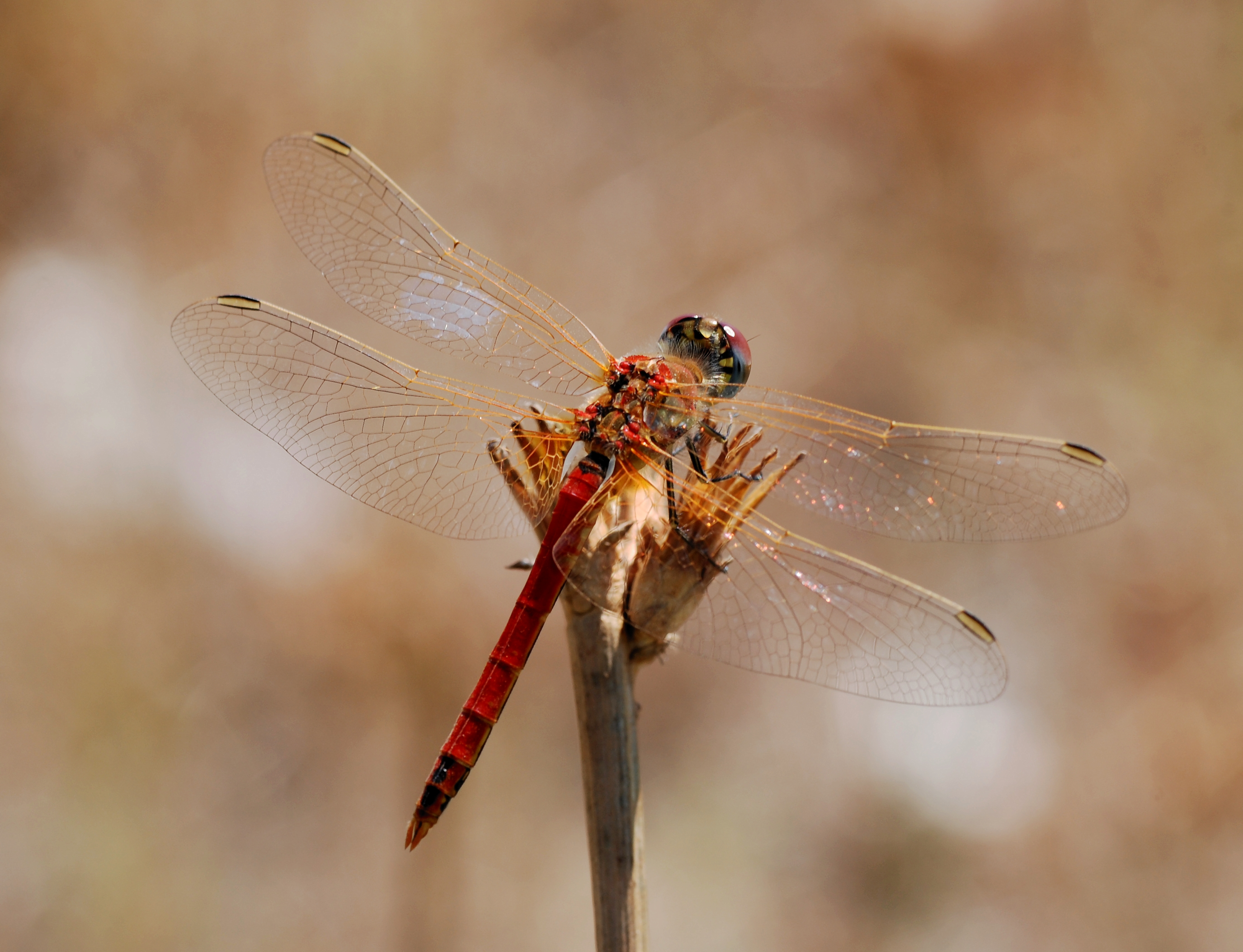
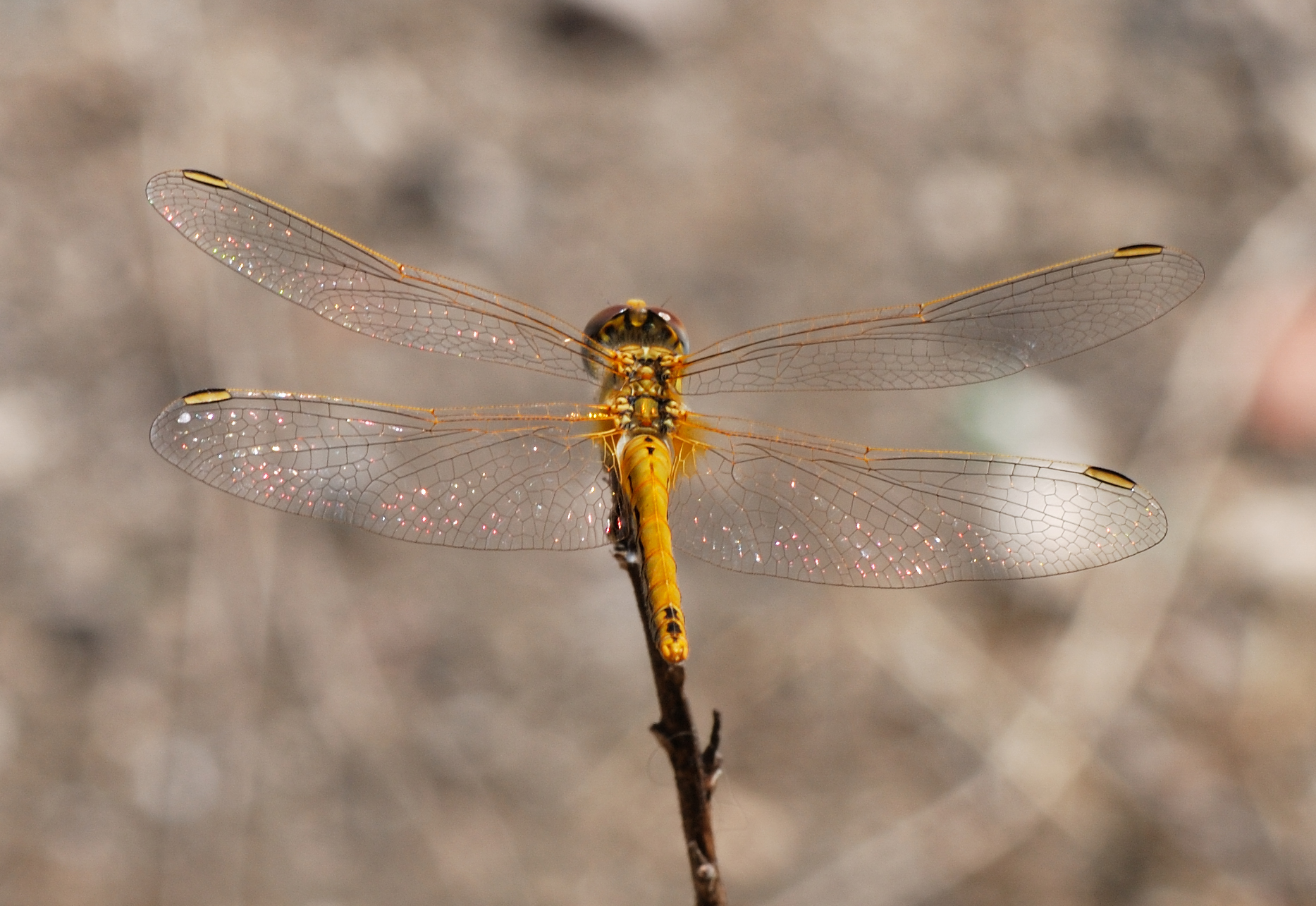
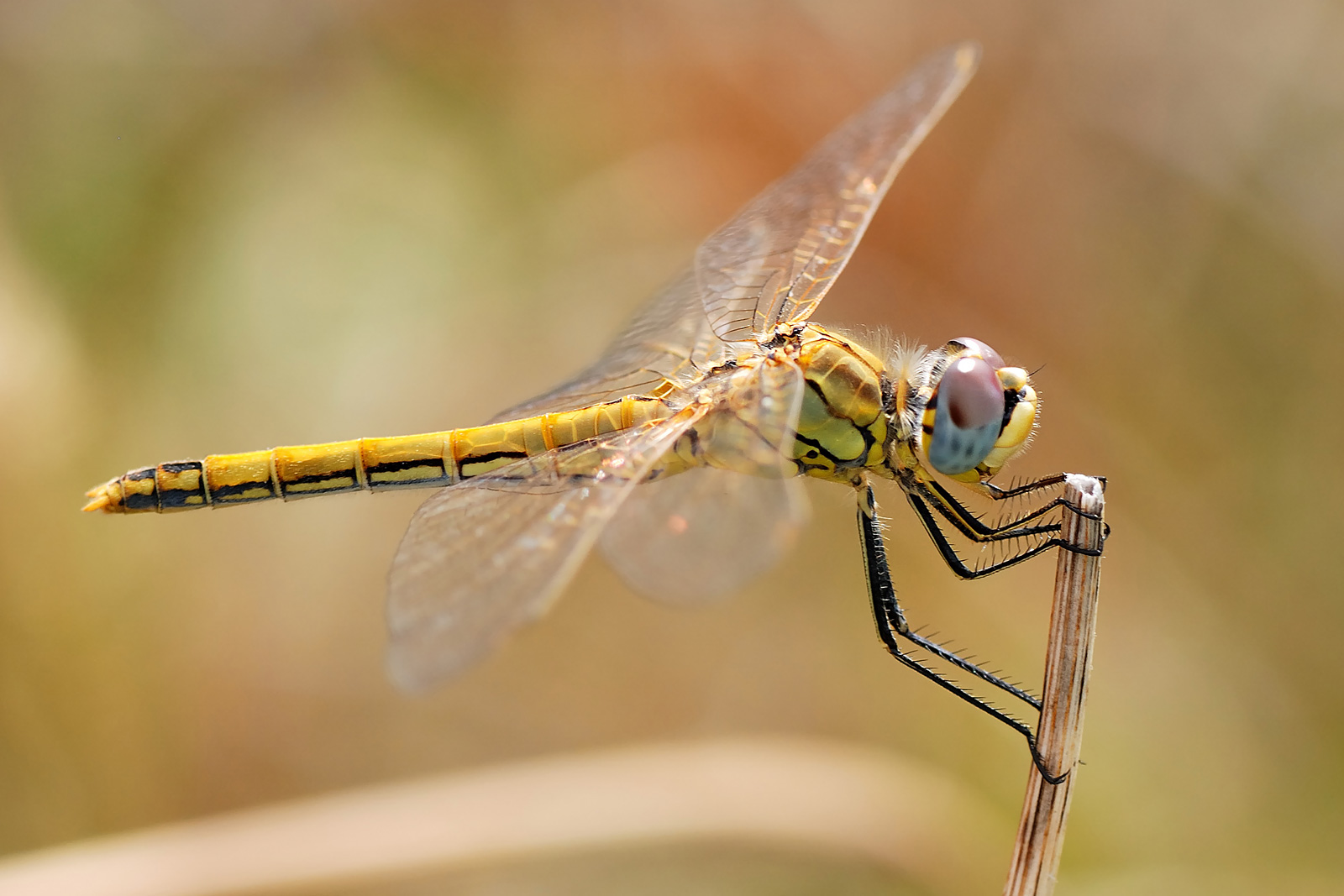
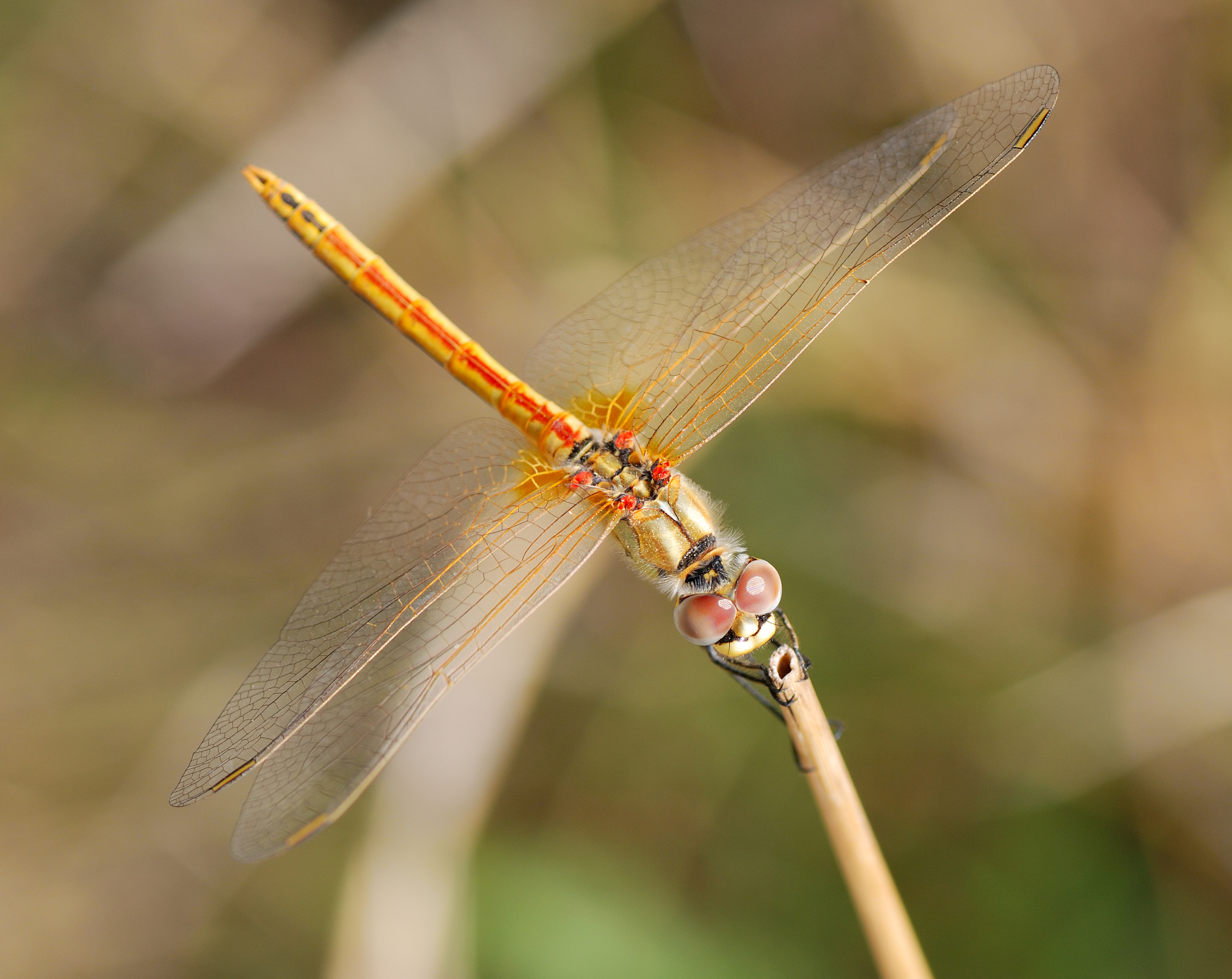
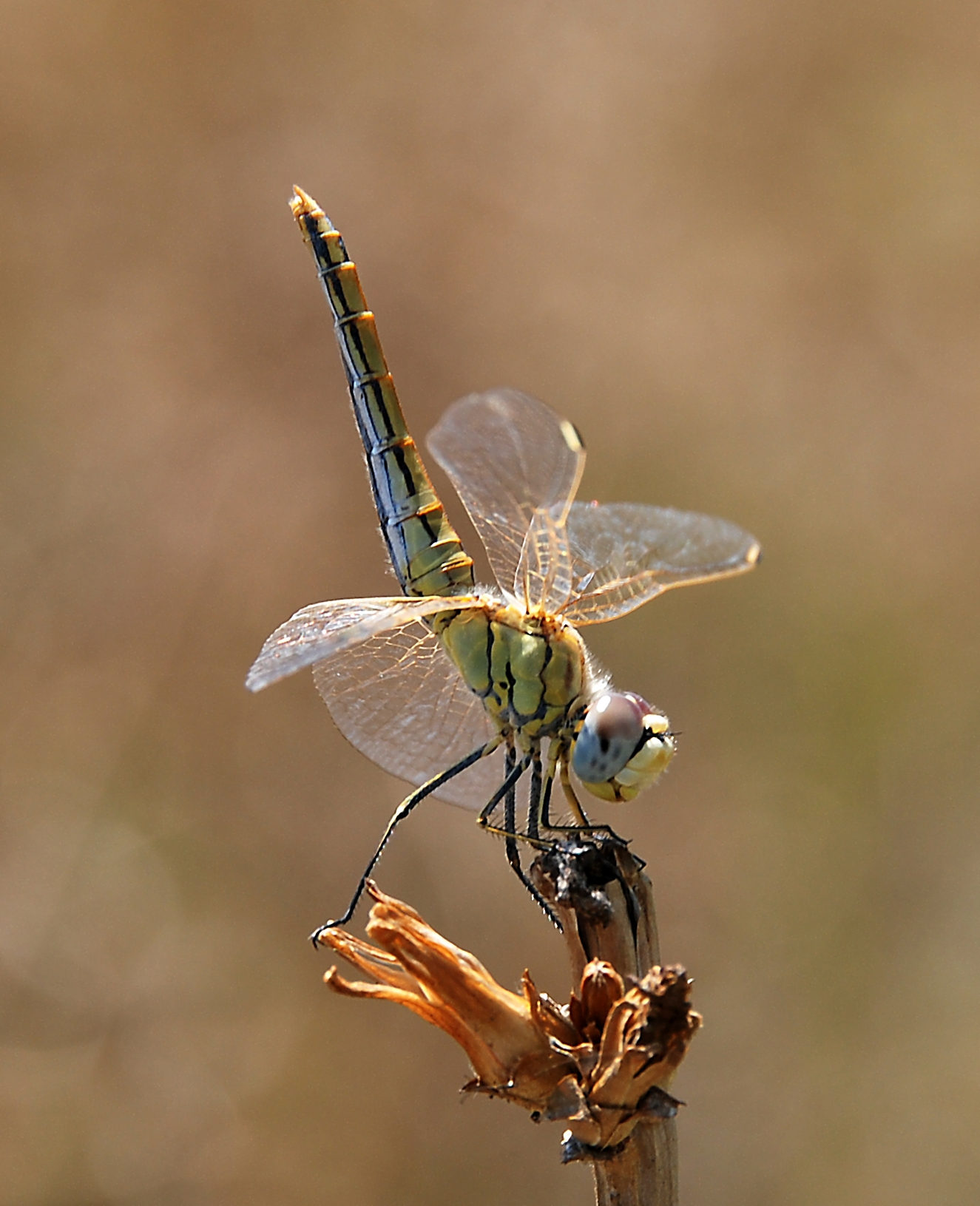
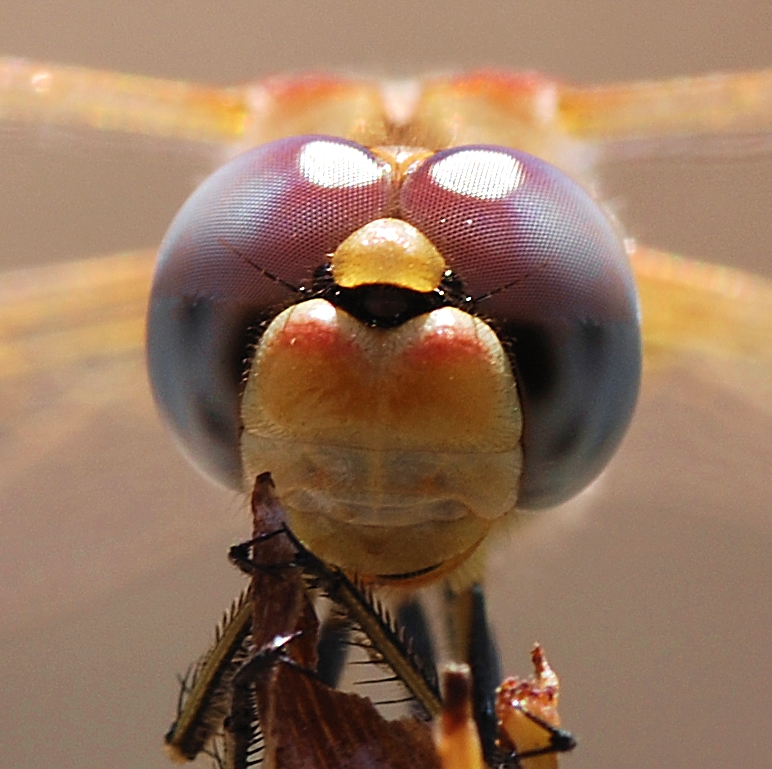